# Luc Foisneau
Luc Foisneau (Blois, 30 marzo 1963) è un filosofo francese, specialista del pensiero politico moderno e contemporaneo. Direttore di ricerca al CNRS (Centro nazionale della ricerca scientifica), è membro del Centro di studî sociologici e politici Raymond Aron (CNRS – EHESS) e insegna all’École des hautes études en sciences sociales, a Parigi.

## Biografia
È stato membro del Centro di filosofia politica e giuridica dell'Università di Caen (1993-1995), poi del Centro di storia della filosofia moderna (1995-2003), prima di raggiungere l'Università di Oxford (2003-2006), ove ha proseguito le proprie ricerche al Department of politics and international relations e presso la Maison française. Tra il 1996 e il 2003, è parimenti stato ricercatore a Sciences Po Paris, dove ha insegnato filosofia politica.

## Temi di ricerca
Consacra la propria tesi di dottorato a un aspetto poco studiato della dottrina hobbesiana del potere, la concezione dell'onnipotenza, sottolineando, al contempo, l'importanza della nozione di potenza assoluta di Dio in un filosofo ritenuto ateo e il nesso esistente tra questa nozione e i principali concetti della filosofia morale e politica dell'autore del Leviatano. Nel 2001 ottiene per la pubblicazione risultata da questa tesi il Gran premio dell'associazione dei professori e dei ricercatori di Sciences Po Paris. Egli è uno degli specialisti riconosciuti dell'opera di Hobbes, che ha tradotto in francese e commentato.
Dopo aver dedicato una quindicina d'anni allo studio delle relazioni tra due aspetti fondamentali del pensiero politico moderno, la teoria della sovranità e la dottrina del governo, si è interessato al modo in cui le moderne teorie contrattualiste sono state riprese e trasformate nel contesto della teoria della giustizia inaugurata da John Rawls. Attualmente, la sua riflessione verte sul modo in cui l'idea di giustificazione ha trasformato in profondità il pensiero democratico contemporaneo.
Ha diretto, tra il 2001 e il 2004, un lavoro enciclopedico sui filosofi francesi del XVII secolo e sui loro circoli cui hanno partecipato 167 redattori: una prima versione, in lingua inglese, è comparsa nel 2008 – The Dictionary of Seventeenth-Century French Philosophers; una versione aggiornata e accresciuta, in francese, è apparsa nel 2015 – Dictionnaire des philosophes français du XVIIe siècle. Acteurs et réseaux du savoir.

## Pubblicazioni

### Pubblicazioni in lingua italiana
- L' efficacia della volontà nel XVI e XVII secolo, a cura di L. Foisneau e P. F. Adorno, Edizioni di storia e letteratura, Roma, 2002, 208 pagine ISBN 88-8498-060-7.
- Nuove prospettive critiche sul Leviatano di Hobbes nel 350º anniversario di pubblicazione/ New critical perspectives on Leviathan upon the 350th anniversary of its publication, a cura di L. Foisneau e G. Wright, Franco Angeli, Milano, 2004, 374 pagine ISBN 88-464-5561-4.
- Elogio dell'uomo comune. Un altro approccio al pensiero di Thomas Hobbes, «Intersezioni. Rivista di storia delle idee», 1/2016, pp. 5-19[7].

### Altre pubblicazioni

#### Monografie
- Hobbes et la toute-puissance de Dieu, Presses universitaires de France, Paris, 2000, 422 pagine ISBN 2-13-050956-8.
- Governo e Soberiana: O pensamento politico moderno de Maquiavel a Rousseau, Linus Editores, Porto Alegre, 2009, 200 pagine ISBN 978-85-60063-08-6.
- Hobbes. La vie inquiète, Gallimard, Paris, 2016, 624 pagine ISBN 978-2-07-046788-4[8].

#### Curatele
- Politique, droit et théologie chez Bodin, Grotius et Hobbes, Kimé, Paris, 1997, 314 pagine ISBN 2-84174-096-X.
- La découverte du principe de raison. Descartes, Hobbes, Spinoza, Leibniz, Presses universitaires de France, Paris, 2001, 204 pagine.
- Leviathan After 350 Years, con T. Sorell, Clarendon Press, Oxford, 2004, 314 pagine ISBN 0-19-926461-9.
- Kant et Hobbes. De la violence à la politique, con D. Thouard, Vrin, Paris, 2005, 252 pagine ISBN 2-7116-1736-X.
- Dictionary of Seventeenth-Century French Philosophers, Thoemmes Continuum, New York/London, 2008, 2 voll., 1314 pagine ISBN 978-0-8264-1861-6.
- Spheres of Global Justice: Volume 1. Global Challenges to Liberal Democracy. Political Participation, Minorities and Migrations, con J.-C. Merle, C. Hiebaum e J. C. Velasco, Springer, Dordrecht, 2013, 450 pagine ISBN 978-94-007-5997-8.
- Dictionnaire des philosophes français du XVIIe siècle. Acteurs et réseaux du savoir, con la collaborazione di E. Dutartre-Michaut e C. Bachelier, Classiques Garnier, Paris, 2015, 2 voll., 2150 pagine ISBN 978-2-8124-1721-4.

#### Traduzioni e curatele
- Thomas Hobbes, Les Questions concernant la liberté, la nécessité et le hasard, introduzione, note, glossarî e indice a cura di L. Foisneau; traduzione a cura di L. Foisneau e F. Perronin, Vrin, Paris, 1999, 456 pagine ISBN 2-7116-2124-3.
- John Rawls, Justice et critique, prefazione e traduzione a cura di L. Foisneau e V. Munoz-Dardé, Éditions de l'EHESS, Paris, 2014, 90 pagine ISBN 978-2-7132-2411-9[9].

#### Contributi in volumi e articoli
- La violence dans la République. À propos du Commonwealth by acquisition selon Hobbes, «Cercles», 11/2004, pp. 5–14[10].
- Leviathan's Theory of Justice, in L. Foisneau e T. Sorell (a cura di), Leviathan After 350 Years, Clarendon Press, Oxford, 2004, pp. 105–122.
- Beyond the Air-pump: Hobbes, Boyle and the Omnipotence of God, in L. Foisneau, G. Wright (a cura di), New critical perspectives on Leviathan upon the 350th anniversary of its publication, Franco Angeli, Milano, 2004, pp. 33–49.
- Omnipotence, Necessity and Sovereignty: Hobbes and the Absolute and Ordinary Powers of God and King, in P. Springborg (a cura di), The Cambridge Companion to Hobbes's Leviathan, Cambridge University Press, Cambridge, 2007, pp. 271–290.
- Personal Identity and Human Mortality: Hobbes, Locke, Leibniz, in S. Hutton, P. Schuurman (a cura di), Studies on Locke: Sources, Contemporaries, and Legacy, Springer, Dordrecht, 2008, pp. 89–105.
- Sovereignty and Reason of state: Bodin, Botero, Richelieu and Hobbes, in H. A. Lloyd (a cura di), The Reception of Bodin, Brill, Leiden/Boston, 2013, pp. 323–342.
- What is ‘political’ about minority rights?, in J.-C. Merle, L. Foisneau, C. Hiebaum, J. C. Velasco (a cura di), Spheres of Global Justice: Volume 1. Global Challenges to Liberal Democracy. Political Participation, Minorities and Migrations, Springer, Dordrecht, 2013, pp. 143–154.

#### Libri per bambini
- Pourquoi aimes-tu tes amis?, disegni di A. Parlange, Gallimard-Jeunesse, Paris, coll. Giboulées/Chouette penser!, 2012, 80 pagine.